# グッバイ・クリストファー・ロビン
『グッバイ・クリストファー・ロビン』（原題: Goodbye Christopher Robin）は2017年のイギリスの伝記映画。監督はサイモン・カーティス、出演はドーナル・グリーソンとマーゴット・ロビーなど。児童小説『くまのプーさん』の誕生秘話を、原作者A・A・ミルンとその息子クリストファー・ロビンの交流を通して描いている。
本作は日本国内で劇場公開されなかったが、2018年10月3日に2枚組ブルーレイ＆DVDが発売された。

## ストーリー
1941年、ミルン夫妻の元に悲痛な内容の電報が届いた。その詳細が明かされる前に、物語は過去へと遡る。
1916年、徴兵されたミルンはソンムの戦いに従軍していた。ソンムでは両軍合わせて100万人以上が戦死したが、ミルンは何とか生きて帰還することができた。帰国したミルンは妻のダフネと生活を立て直そうとしたが、空爆の音が聞こえるたびに、戦場での経験がフラッシュバックしてミルンを苦しめるのだった。そんな中、ダフネが妊娠したことが判明する。ダフネは女の子を望んでいたが、生まれてきたのは男の子であった。2人は息子にクリストファー・ロビンと名付け、子守としてオリーヴを雇った。クリストファーはオリーヴのことをヌーと呼んで懐くのだった。
ミルンは文筆業に復帰しようとしていたが、反戦を訴える論考を思うように書き進めることができずに苦悩していた。気分転換もかねて、ミルンは田舎町に引っ越すことにしたが、それに不満を抱いたダフネはロンドンの実家に帰ってしまった。ヌーが子守以外の仕事をしている間、ミルンがクリストファーの面倒を見ることになった。ミルンはそれを億劫に思っていたが、息子と森で散歩しているうちに、児童向け小説のアイデアを思いつくという僥倖を得た。
ミルンはイラストレーターの知人アーネストと一緒に小説の執筆に取りかかった。そうして完成したのが『クマのプーさん』である。その後、ミルンはダフネと仲直りすることができた。『クマのプーさん』はミルンが想定していた以上の人気を博し、ミルン家の家計は一気に潤った。しかし、この成功が原因で親子関係が悪化することになった。自分が小説の中に登場していると知ったクリストファーが不快感を募らせていたのである。恋人ができたヌーは子守役を辞すことになったが、その際、ミルンとダフネに「クリストファーのことを考えてあげていますか」と苦言を呈した。反省したミルンはプーさんシリーズの打ち切りを決めたが、時すでに遅かった。
寄宿学校に入学したクリストファーはいじめの対象となり、『クマのプーさん』の存在をますます疎ましく思うようになる。第二次世界大戦が始まり、クリストファーは徴兵検査に落ちるが、どうしても従軍したい彼は自分のおかげで人気作家になれたのだから願いを叶えてくれと父親に頼む。従軍を前にクリストファーはこれまで抱えていた不満を父親に激しくぶつける。
1941年、ミルン夫妻の元にクリストファーが戦場で行方不明で死亡と推測されるとの電報が届き、ミルン夫妻は絶望のどん底に突き落とされる。ところが、しばらくしてクリストファーが無傷でミルン家に戻ってくる。戦場で『クマのプーさん』が世界中の人々にいかに愛されているかを知ったクリストファーは父親と和解する。
その後、クリストファーは結婚し、小さな書店を営むようになるが、『クマのプーさん』の莫大な印税は一切受け取らなかった。

## キャスト
※括弧内は日本語吹替。
- A・A・ミルン（ブルー）: ドーナル・グリーソン（森川智之） - 劇作家。
- ダフネ・ド・セリンコート: マーゴット・ロビー（冬馬由美） - ブルーの妻。
- オリーヴ（ヌー）: ケリー・マクドナルド（中村千絵） - ミルン家のナニー。
- 子供時代のクリストファー・ロビン・ミルン（英語版）（ビリー・ムーン）: ウィル・ティルストン（山崎智史） - ブルーとダフネの1人息子。
- 成人期のクリストファー・ロビン・ミルン: アレックス・ロウザー（英語版）（下野紘）
- メアリー・ブラウン: フィービー・ウォーラー＝ブリッジ - タイムズ紙の女性記者。
- ベティ: ヴィッキー・ペパーダイン（英語版）
- アーネスト・H・シェパード: スティーヴン・キャンベル・ムーア（英語版）（間宮康弘） - イラストレーター。
- ルパート: リチャード・マッケイブ（英語版） - 「パンチ」誌編集者。
- レディO: ジェラルディン・ソマーヴィル（英語版） - クリストファーの誕生祝の席で乾杯の発声をした女性。

## 製作
本作の企画が立ち上がったのは2010年のことであった。2016年4月、ドーナル・グリーソンが本作の出演交渉に臨んでいると報じられた。6月14日、グリーソンとマーゴット・ロビーの起用が決まったとの報道があった。24日、ケリー・マクドナルドがキャスト入りした。9月、本作の主要撮影が始まった。

## 評価
本作は批評家から好意的に評価されている。映画批評集積サイトのRotten Tomatoesには158件のレビューがあり、批評家支持率は64%、平均点は10点満点で6.3点となっている。サイト側による批評家の見解の要約は「『グッバイ・クリストファー・ロビン』は戦時中の緊張感と子供のような純真さを両立させようと苦心しているが、児童小説の古典を生み出した人間が抱えた闇に対して価値ある洞察をなしている。」となっている。また、Metacriticには25件のレビューがあり、加重平均値は54/100となっている。